# Claudia Bassols Alonso
Claudia Bassols Alonso   (Barcelona, 3 d'octubre de 1979) és una actriu catalana. Es va graduar el 1997 a l'Escola Americana de Barcelona i es va formar en comèdia musical, drama i dansa a Barcelona, París, Londres, Los Angeles i Carolina del Nord. També va estudiar Llenguatge i Literatura Anglesa a la Universitat de Barcelona. Va debutar com a actriu el 2006 en sèries espanyoles com Mis adorables vecinos, El mundo de Chema i C.L.A. No somos ángeles, i posteriorment a Amar en tiempos revueltos, La Riera i Gavilanes. A escala internacional, va participar en la sèrie gastronòmica Spain... on the Road Again i va debutar als EUA amb Rob (2012). En cinema, ha actuat en produccions com El coronel Macià, Paintball, The Eagle Path, Vampyre Nation i One in the Chamber. Parla sis idiomes i va ser escollida per Esquire com la dona espanyola més atractiva del 2010.

## Filmografia

### Televisió
- ¿Quieres algo más?: Maria
- Spain ... on the road Again: ella mateixa
- C.L.A. No somos ángeles (2007): Elena Rincón
- Amar en tiempos revueltos (2008): Esperanza
- Gavilanes (2010-2011): Norma Elizondo
- La riera (2010) de TV3
- Rob (2012): Maggie
- Knightfall (HBO) (2017-2018, sèrie TV): Reina Elena

### Cinema
- El coronel Macià (2006)
- Blackout (2007)
- Paintball (2009): Claudia
- The Eagle Path (2010): Sophia
- Emulsion (2011)
- One in the Chamber (2012)
- True Bloodthirst (2012)
- Menú degustació (2013)
- Retornats (2013): Amber
- Full Love (2014): Sophia
- Emulsion (2014): Isabella Maze